# 健頸龍
健頸龍（學名："Megacervixosaurus"）是蜥腳下目恐龍的一屬，生存於上白堊紀的中國，是種四足植食性恐龍。模式種是西藏健頸龍（"M." tibetensis），是由古生物學家趙喜進在1985年提到這個名稱，但由於從未被正式研究所敘述、命名，所以目前的狀態是無資格名稱。健頸龍可能是屬於梁龍科。

## 外部連結
- "Megacervixosaurus" at the Theropod Database Blog （页面存档备份，存于）
- "Megacervixosaurus" at DinoRuss Web Site （页面存档备份，存于）
- Taxonomy of "Megacervixosaurus" （页面存档备份，存于）
- "Megacervixosaurus"